# Wokha
Wokha là một thị xã và là nơi đặt ủy ban khu vực thị xã (town area committee) của quận Wokha thuộc bang Nagaland, Ấn Độ.

## Địa lý
Wokha có vị trí 26°06′B 94°16′Đ / 26,1°B 94,27°Đ Nó có độ cao trung bình là 1461 mét (4793 feet).

## Nhân khẩu
Theo điều tra dân số năm 2001 của Ấn Độ, Wokha có dân số 37.696 người. Nam giới chiếm 54% tổng số dân và nữ giới chiếm 46%. Wokha có tỷ lệ 80% dân số biết đọc biết viết, cao hơn tỷ lệ trung bình toàn quốc là 59,5%: tỷ lệ cho phái nam là 82%, và tỷ lệ cho phái nữ là 77%. Tại Wokha, 12% dân số nhỏ hơn 6 tuổi.